# ヒサヨシ事件
ヒサヨシ事件（ヒサヨシじけん）は公認競馬時代の日本競馬における、競走馬のドーピングを巡る論争である。

## 概要
1939年の阪神優駿牝馬において、武田文吾騎乗のヒサヨシが1位入線した。しかしレース後にヒサヨシから興奮剤（アルコール）が検出され、失格処分とされた。
ヒサヨシは名義上は大久保房松の管理馬であったが、実際には調教師も兼ねる武田が預かって調教を行っていた。武田は管理責任者として当時の公認競馬の主催者であった日本競馬会に抗議した。しかし「東京帝国大学が考案した科学的な検査法（リミニ氏法）に基づく判断である」と受け入れられなかった。
納得の行かない武田はやがてリミニ氏法の妥当性そのものに疑念を抱くようになり、大阪帝国大学医学部助手であった今泉礼治に実験を依頼した。今泉が出した結論は「リミニ氏法による検査では興奮剤を服用していない馬からも陽性反応が出る恐れがある」というものであった。武田は実験結果を根拠に興奮剤検査の撤廃を求めたが、日本競馬会は要求を受け入れず、さらに競馬開催を支援していた軍部の反発をも招く結果となった。軍部は武田に要求を撤回するよう強く求め、ときに軍刀を手にした将校が恫喝することもあったが、武田は「筋道が通らないのに引き下がるわけにはいかない」とあくまでも主張を曲げなかった。
多くのホースマンたちも武田の抵抗を後押しした結果、ヒサヨシ失格の裁定は覆らなかったものの1940年8月にリミニ氏法によるアルコール検査は廃止され、1941年には興奮剤の検出方法そのものが撤回された。